# Casa la Palma
Casa la Palma és una obra del municipi de Palau-saverdera (Alt Empordà) inclosa en l'Inventari del Patrimoni Arquitectònic de Catalunya.

## Descripció
Situada al bell mig del nucli urbà de la població de Palau-saverdera, formant cantonada entre la plaça de la Diputació i el carrer Nou.
Edifici de planta més o menys rectangular format per tres crugies adossades amb un gran jardí lateral. L'edifici principal presenta la coberta a dues vessants de teula i està distribuït en planta baixa i pis. La cantonada està arrodonida i s'hi situa la porta d'accés principal. Es tracta d'una obertura rectangular emmarcada dins d'un gran arc de mig punt, amb la dovella clau gravada amb la inscripció: G.R. 1908. També hi ha el nom donat a la casa, La Palma, decorant la llinda de la porta. Al lateral dret hi ha un antic portal d'arc de mig punt, actualment convertit en finestra. Al pis hi ha quatre balcons exempts, amb les llosanes motllurades sostingudes per mènsules decorades i les baranes de ferro treballat. Els finestrals són rectangulars amb guardapols a la part superior. La façana està rematada amb una cornisa motllurada, que també ressegueix els dos vessants de la teulada, a la part de la façana que dona al carrer. La part de la plaça, en canvi, presenta una barana d'obra decorada amb motius geomètrics. Adossat al sud hi ha un cos de dues plantes, amb una terrassa semi coberta al pis superior, delimitada per una barana d'obra. Al costat est de l'edifici principal hi ha un altre cos adossat, amb la coberta a un sol vessant i una porta a cada planta.
Tota la construcció es troba arrebossada i pintada de blanc, amb els motius decoratius de color gris. Tota la façana presenta un gran sòcol esglaonat de pissarra.